# Justizgrundrecht
Als Justizgrundrecht, bisweilen auch Prozeßgrundrecht genannt, bezeichnet man im deutschen Recht ein Grundrecht, bzw. korrekterweise einen grundrechtsgleichen Anspruch, aus welchem dem Einzelnen eine subjektive Rechtsposition im Falle eines Gerichtsverfahrens zugesichert wird. Justizgrundrechte gewährleisten somit die Möglichkeit von Rechtsschutz und die Beachtung bestimmter Verfahrensgrundsätze. In Art. 19 Abs. 4 GG wird überdies die Rechtsweggarantie festgeschrieben, die den (verbindlichen) Zugang zu den Gerichten ermöglicht.

## Justizgrundrechte im Grundgesetz
Justizgrundrechte im Grundgesetz für die Bundesrepublik Deutschland stellen das Verbot von Ausnahmegerichten (Art. 101 Abs. 1 Satz 1 GG), das Recht auf den gesetzlichen Richter (Art. 101 Abs. 1 Satz 2 GG), das Recht auf rechtliches Gehör (Art. 103 Abs. 1 GG), das strafrechtliche Rückwirkungs- und Analogieverbot (Art. 103 Abs. 2 GG), das Verbot der Doppelbestrafung (ne bis in idem, Art. 103 Abs. 3 GG) und die Rechtsgarantien bei Freiheitsentziehung (Art. 104 GG) dar.
Weil sie nicht im Grundrechtsteil der Verfassung stehen, handelt es sich im eigentlichen Sinne nicht um Grundrechte, sondern um grundrechtsgleiche Rechte. Ihre Verletzung kann aber genauso mit der Verfassungsbeschwerde zum Bundesverfassungsgericht gerügt werden (Art. 94 Abs. 1 Nr. 4a GG).

## Träger und Adressat
Wenn nicht wie bei den Grundrechten alle Staatsgewalten unmittelbar gebunden werden (Art. 1 Abs. 3 GG), so gilt für die Justizgrundrechte deren Beachtlichkeit wenigstens gemäß 20 Abs. 3 Grundgesetz ohnehin als Normierung von Verfassungsrang. Dass dadurch sämtliche Gewalten verpflichtet werden müssen, ergibt sich aus der Natur der Sache, nachdem neben der Rechtsprechung auch alle anderen (Exekutive als Justizverwaltung, Parlament als Erschaffer auch einfacher Gesetze) maßgeblich mitwirken. Die Besonderheit liegt darin, dass Träger der Justizgrundrechte nicht nur Bürger (wie bei den meisten Grundrechten, welche in aller Regel eine natürliche Person als Anspruchsinhaber begünstigen), sondern auch der Staat – soweit es auf ihn als Konstrukt passt – sein kann, sofern er Prozesspartei ist. Das wird mit dem Wesen des gerichtlichen Verfahrens begründet, zwischen den Parteien Waffengleichheit zu schaffen.

## Abgrenzung
Die Unabhängigkeit des Richters (Richter sind nur dem Gesetz unterworfen, Art. 97 GG) ist mit den Justizgrundrechten verwandt, stellt aber selbst kein Grundrecht dar, da der einzelne Prozessbeteiligte sich hierauf nicht direkt berufen kann.
Die Rechtsweggarantie wird vereinzelt zu den Justizgrundrechten gezählt. Sie betrifft aber nicht die Rechte im Verfahren, sondern einen Anspruch auf Zugang zum Gericht, ist den Justizgrundrechten also vorgelagert. Überwiegend wird auch der Staat nicht als möglicher Träger der Rechtsweggarantie gesehen.